# Тетфорд
Тетфорд (англ. Thetford) — город и приход на юге графства Норфолк (Англия). Относится к неметрополитенскому району Брекленд. На 2016 год в городе проживало 27027 человек.

## Географическое положение
Тетфорд находится около слияния рек Литл-Уз (англ.) и Тет (англ.) на дороге А11 между Лондоном и Нориджем.
В окрестностях города находится авиабаза Лейкенхит, а также военная авиабаза Хонингтон.

## История

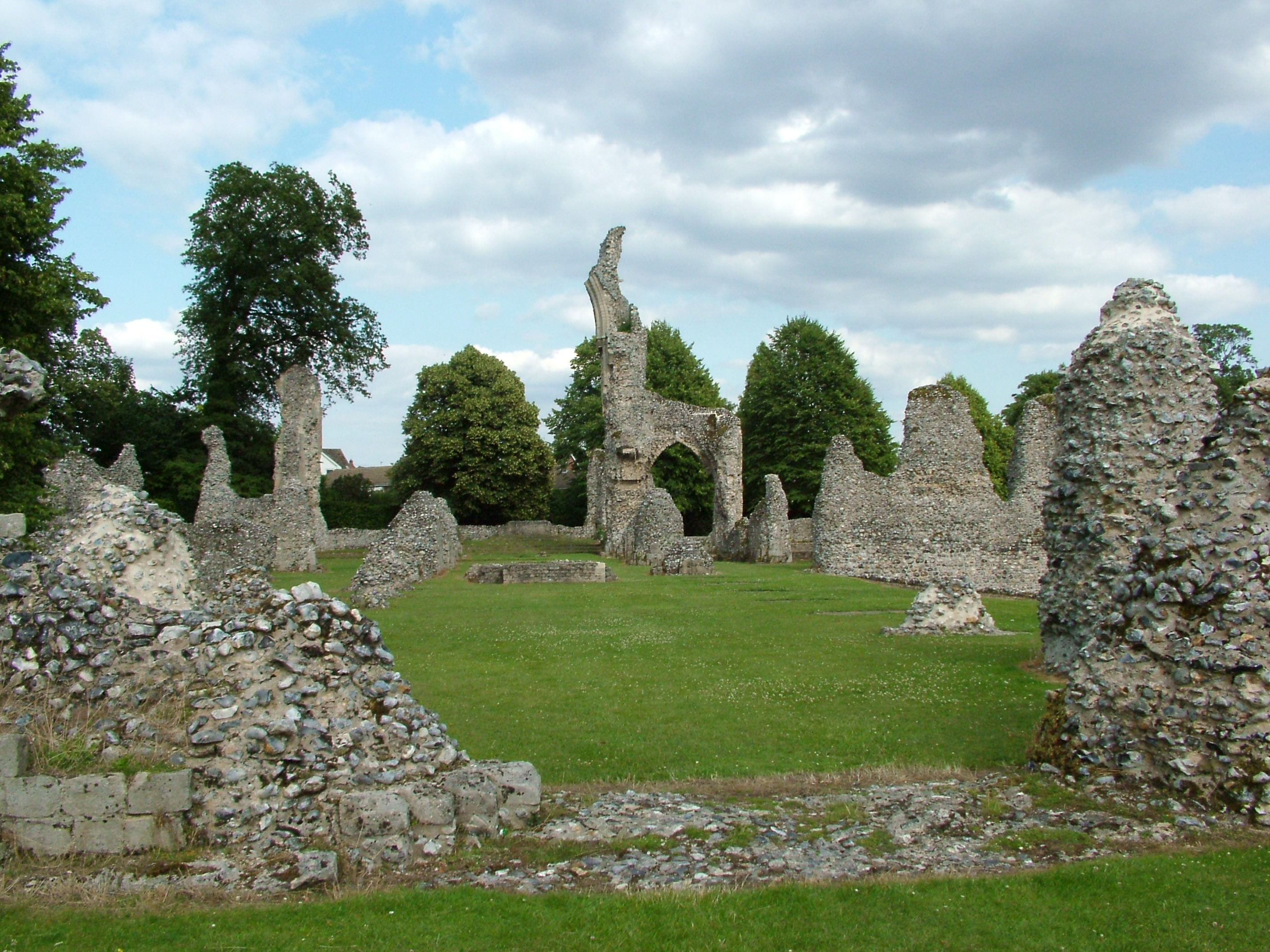
Руины аббатства клюнийского ордена

На территории Норфолка и Кембриджшира проживало кельтское племя иценов. Археологические данные предполагают, что Тетфорд был важным племенным центром в конце Железного века и начале Римских завоеваний. В 1979 году была найдена коллекция металлических предметов, датируемая серединой IV века (сейчас находится в Британском музее).
В саксонские времена Тетфорд был столицей Восточной Англии. Был построен Тетфордский замок (англ.). Раскопки показали, что в те времена город населяли около 4000 жителей, было развито производство. Город был инкорпорирован в 1573 году. В XII веке город стал важным центром религии. В Тетфорде было 22 церкви. Роджер Биго основал монастырь, позднее перешедший в подчинение клюнийского ордена. После роспуска монастырей в 1538 году город стал королевской собственностью, что привело к разрушению католических построек. Камень монастырей использовался для строительства домов.
В XIX веке в Тетфорде открылось производство паровых двигателей, оно привлекало инженеров из Лондона и Йоркшира; закрылось в 1928 году. Без большого производства население города было практически стабильно до 1950-х годов, когда правительство начало привлекать лондонские инвестиции. Также, после Второй мировой войны Тетфорд был выделен как город для расширения Лондона, и его население значительно увеличилось после переселения жителей из столицы. Экономика города основана на производстве бумаги, консервов. В Тетфорде находилась компания Tulip International по производству бекона, говядины и свинины, открывшаяся в 1966 году. Она была одним из самых крупных производств бекона в Великобритании. В 2007 году производство было уменьшено, а затем и закрылось..

## Население
На 2016 год население города составляло 27027 человек. Из них 50,3 % мужчин и 49,7 % женщин. Распределение по возрасту было следующим: 23,5 % младше 18 лет, 61,2 % — от 18 до 64 лет, 15,3 % — старше 65 лет. 95,0 % населения города были белыми, 1,5 % имели азиатское происхождение, 0,8 % — африканское.
Динамика численности населения:
| 1831 | 1901 | 1911 | 1921 | 1931 | 1939 | 1951 | 1961 | 2001  | 2011  | 2016  |
| ---- | ---- | ---- | ---- | ---- | ---- | ---- | ---- | ----- | ----- | ----- |
| 3462 | 4613 | 4778 | 4706 | 4098 | 4826 | 4447 | 5399 | 22030 | 24833 | 27027 |